# Femfemma
Femfemma är ett äldre uttryck för en person som på grund av bristande kognitiv förmåga eller annan störning inte är tillräknelig, och inte anses kunna ställas till svars för sina handlingar.
Uttrycket kommer från 1864 års strafflag, där en person som misstänktes för brott och kunde bedömas vara psykiskt sjuk enligt 5 kap. 5 § strafflagen, kunde frikännas:
Har någon, utan egen skuld, råkat i sådan förvirring, att han till sig ej wisste; ware gerning, den han i det medwetslösa tillstånd föröfwar, strafflös.
Sedan 1965, då brottsbalken började gälla, har uttrycket ingen förankring i straffrätten men används ibland vardagligt i nedsättande bemärkelse.